# خالکوبی جانور

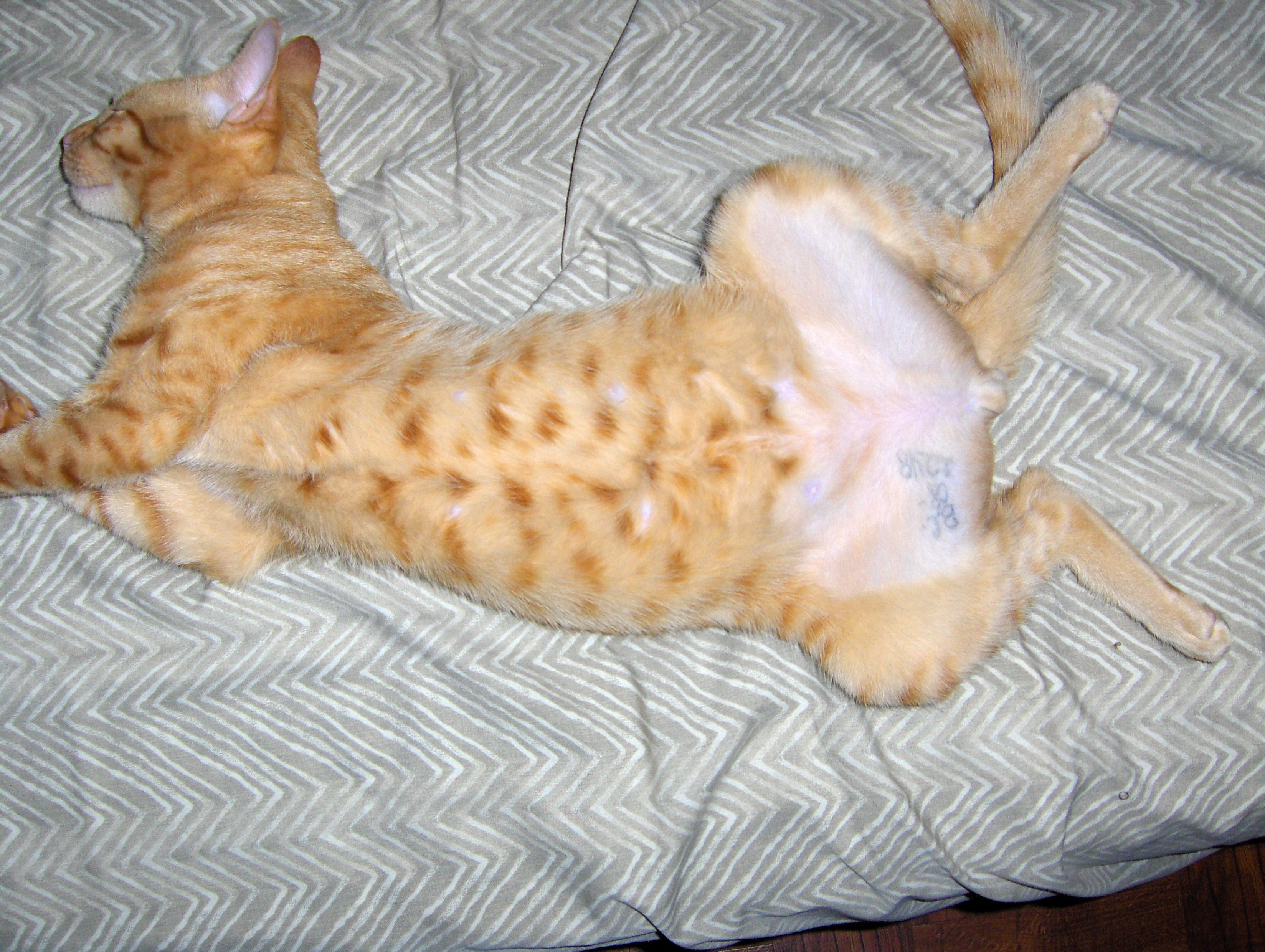
گربه با خالکوبی شناسایی از پناهگاه حیوانات شهرستان بروارد

خال‌کوبی جانور (به انگلیسی: Animal tattoo) یا خالکوبی حیوان خانگی (به انگلیسی: pet tattoo) خال‌کوبی است که شخص روی جانور می‌نشاند که ممکن است برای شناسایی جانوران، زیبایی‌شناسی یا هدف‌های هنری باشد. شناسایی جانوران از طریق خال‌کوبی یک عمل در صنعت کشاورزی، در مزارع پرورش، در آزمایشگاه‌های علمی و در شناسایی حیوانات خانگی اهلی است. معمولاً برای این نوع از روش‌های بی‌حسی یا دیگر روش‌های آرام‌بخشی با هدف کمترین آسیب و درد به حیوان تجویز می‌شود. دیدگاه‌های مختلفی دربارهٔ اخلاقی بودن خال‌کوبی حیوانات، مربوط به نگرانی دربارهٔ رفاه حیوانات وجود دارد.

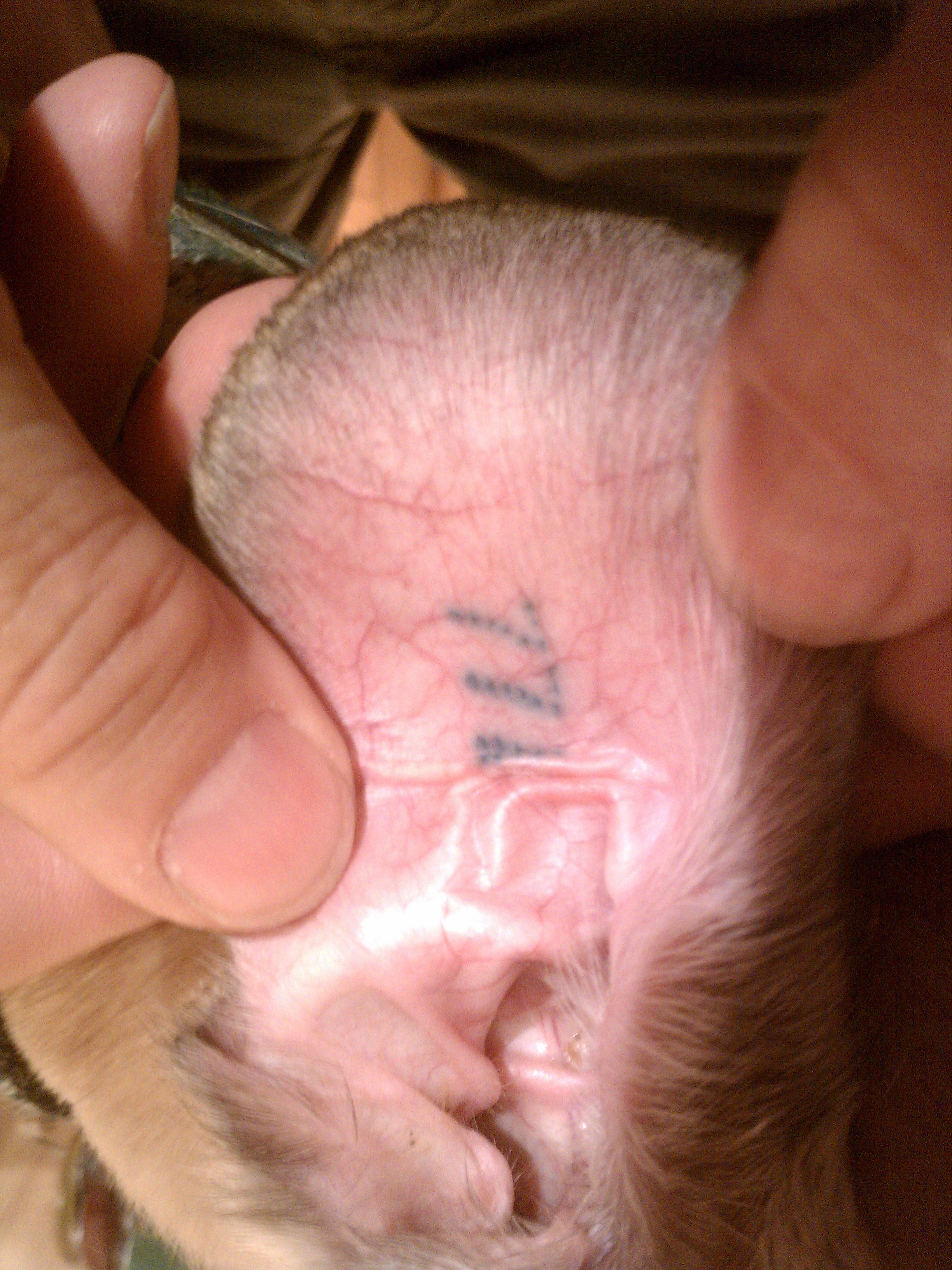
خال‌کوبی شناسایی درون گوش در سگ تازی

### زیست‌پزشکی
در صنعت زیست‌پزشکی، شناسایی جانوران برای افراد آزمایشی در آزمایشگاه، عمدتاً موش‌ها، مهم است. خال‌کوبی برای اطمینان از اینکه هیچ حیوان خانگی اهلی‌شده‌ای به‌طور تصادفی در آزمایشگاه پژوهشی قرار نگرفته است، به کار می‌رود.

### حیات وحش
پژوهشگران حیات وحش گاهی نیاز دارند که بتوانند تک‌تک حیوانات را در طول زمان شناسایی کنند، بنابراین ممکن است علائم شناسایی روی جانورانی مانند ماهی را خالکوبی کنند. این روش برای جانوران وحشی از جمله جوندگان و دیگر پستانداران کوچک، مارمولک‌ها و دیگر خزندگان کوچک و پستانداران با جثه متوسط مانند پوسوم به کار رفته است. خالکوبی جوهر فرابنفش، که عمدتاً در نور معمولی نادید است، ممکن است به جای جوهر تیره استفاده شود.